# Ваза Франсоа
Ваза Франсоа е голям волутен кратер, украсен в стила на чернофигурната вазопис, висок 66 см.
Датиран около 570 – 560 г. пр.н.е., кратерът е намерен през 1844 г. в некропола Фонте Ротела до Киузи и е наречен на откривателя си, Алесандро Франсоа; понастоящем се съхранява в Археологическия музей във Флоренция (Museo Archeologico). През 1902 г. член на охраната замерил вазата с табуретка и тя се разбила на 638 парчета. През 1973 г. Пиетро Зей зевършва първата ѝ реставрация, а втора такава се налага през 1973 г., за да се попълнят липсващи части. По кратера се забелязват надписите „Ergotimos mepoiesen“ и „Kleitias megraphsen“, означаващи „Ерготимос ме направи“ и „Клитий ме изрисува“. Ваза Франсоа представя 200 фигури (някои идентифицирани от обяснителни бележки), разиграващи редица емблематични митологични сюжети. В известен смисъл „вазата“ представлява есенцията на древногръцката митология, а свързващото звено между всички изобразени сюжети е Омировата „Илиада“.

## Техника
Техниката на изработка на вазата е интересна като последователност. Фигурите са изрисувани с черен лак върху червената глина, след което съдът е бил изпечен. Едва след изпичането са добавени линии, врязани в лака с остър инструмент, като така художниът е изразил някои анатомични детайли, шарките и орнаментите по облеклото. Освен това откритите части на женските фигури – лице, ръце, рамене и ходила – са покрити с бяла боя, което се оказва основният метод в чернофигурния стил за отличаване на мъжките от женските персонажи. Що се отнася до някои общи особености в рисунъка на фигурите, то можем да забележим, че главите на персонажите са изобразени изключително в профил (само 4 лица са във фас в цялата ваза, две от които са ужасяващи Горгони), очите са винаги във фас; неприкритите с одежди фигури са неестествено тънки в кръста, а на някои места телата са така извити, че лицето и ходилата „гледат“ в противоположни посоки; ходещите фигури са като „слепени“ със земята.

## Изобразените сюжети
Ваза Франсоа е двустранно изрисувана (страни А и Б) с разположени една под друга фризови композиции („ленти“, опасващи формата на съда).
Най-горният фриз на страна А (при самото гърло на кратера) представя Калидонийския лов с участието на героите Мелеагър, Пелей и Аталанта (жена-герой). Сцената е рамкирана от два сфинкса, отделени от нея с лотосови цветове и палмови листа. От другата страна на съда в тази зона е изобразен танцът на атинските младежи, предвождани от Тезей, свирещ на лира, застанал срещу Ариадна и гувернантката ѝ.
Следващият фриз на страна А показва състезанието с колесници, което е част от игрите по повод погребението на Патрокъл, основани от верния му приятел Ахил през последната година на Троянската война. Тук Ахил е застанал пред бронзов триножник, който би следвало да е една от наградите, а сред състезателите се разпознават героите Диомед и Одисей. На страна Б е изобразена битката на лапитите с кентаврите – най-вероятно конфликта, избухнал по време на сватбеното тържество на Пейритой и Хиподамия, доказателство за което е присъствието на Тезей сред биещите се. Той, въпреки че не принадлежи към племето на лапитите, е бил сред гостите на сватбата. Сцената също така включва смъртта на лапитския герой Кеней.
Третият фриз, най-широкият и открояващ се поради разположението си по най-изпъкналата, същинска част на съда, изобразява и от двете си страни шествието на боговете към сватбеното тържество на Пелей и Тетида (морската богиня, майка на героя Ахил). Многофигурната композиция е изключително подходяща за декорирането на най-дългия фриз, разположен централно за цялостната композиция на съда. В края на процесията се вижда Пелей, застанал между олтара и къщата си, където го очаква седналата Тетида. Той отправя поздрав към учителя си, кентавъра Хирон, който води шествието заедно с вестителката на боговете Ирис (Ирида), следвани от другите божества.
Четвъртият фриз изобразява на страна А засадата, която Ахил устройва на Троил пред портите на Троя, а на страна Б – завръщането на Хефест сред олимпийските богове. Хефест язди муле, което бог Дионис води към Олимп, следван от свитата си силени и нимфи.
Петият фриз показва сфинксове и грифони, обграждащи разцъфнали лотосови цветове и орнаменти от палмови листа, пантери и лъвове, нападащи бикове, глиган и сърна/елен.
В основата на съда и от двете страни е изобразена битката между пигмеите и жеравите.
Дръжките на кратера също са изрисувани – от външните им страни виждаме Царицата на животните (Артемида), а под нея се разполога сцената, показваща Аякс, който носи мъртвия Ахил; отвътре всяка от дръжките е украсена с по една Горгона.